# 熊蜂の飛行

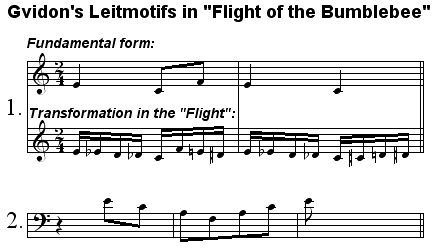
熊蜂の飛行の2つの主題はいずれもグヴィドン王子と関係するライトモチーフの変形になっている。

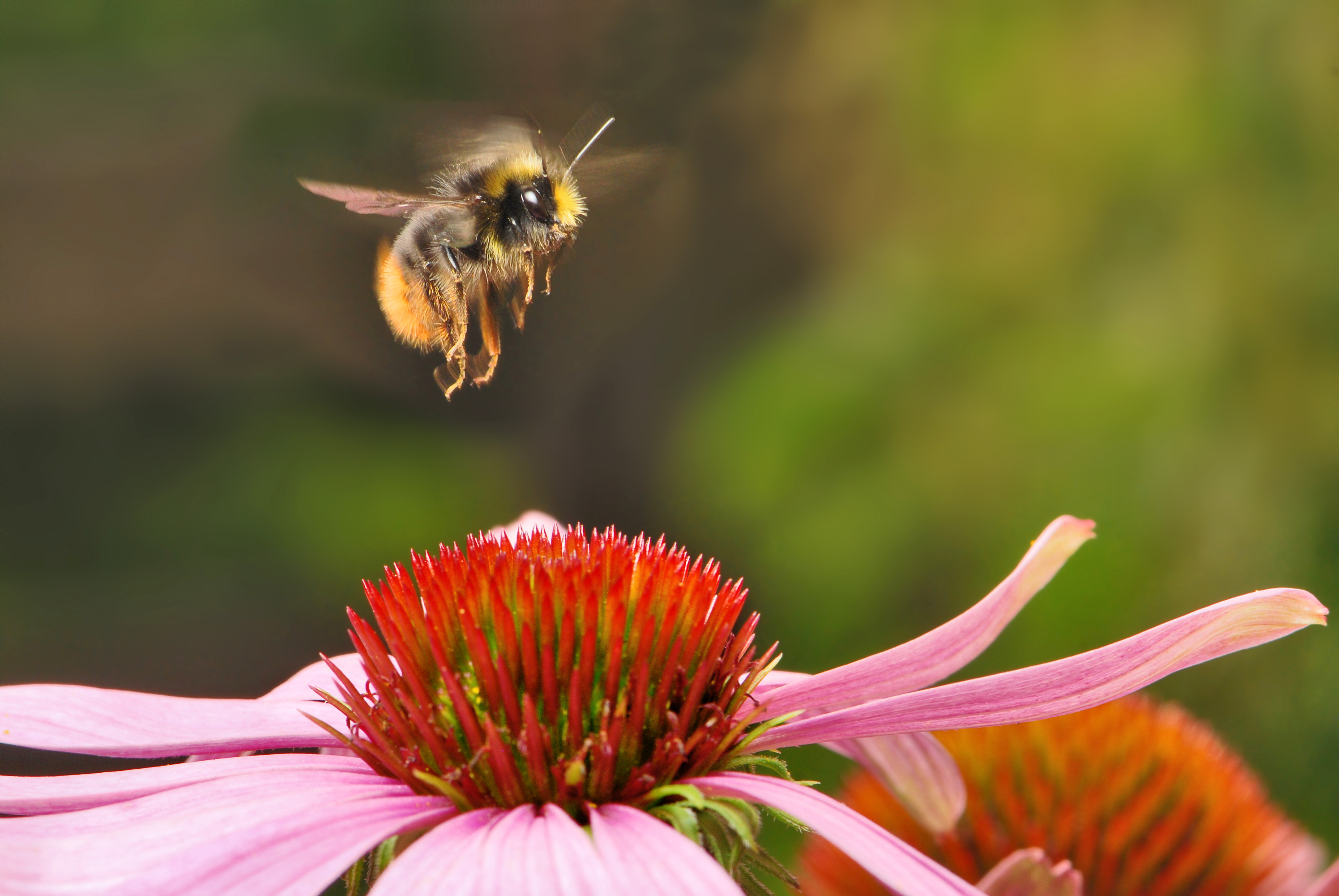
マルハナバチ

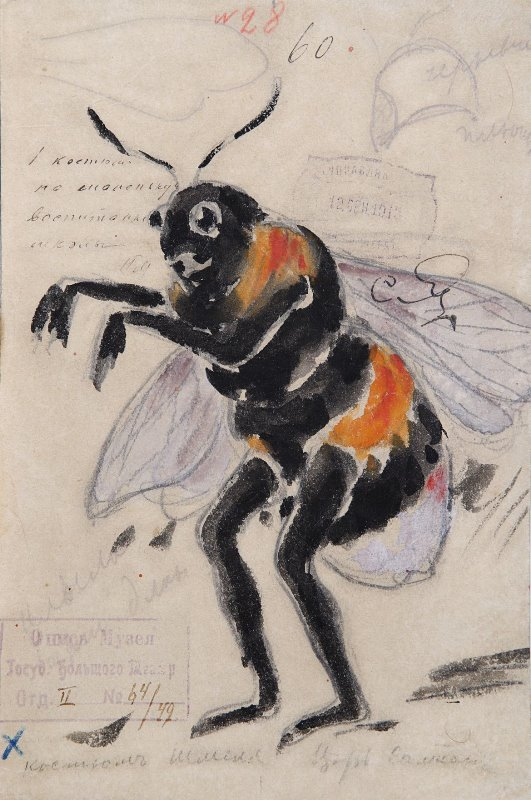
『サルタン皇帝』のための蜂の衣装スケッチ。コンスタンチン・コローヴィン画、1913年

「熊蜂の飛行」（くまばちのひこう、ロシア語: Полет шмеля、英語: Flight of the Bumblebee）は、ロシアの作曲家リムスキー＝コルサコフが作曲した曲。オペラ『サルタン皇帝』の中の間奏曲。
このロシア語の"Шмель"、英語の"bumblebee"の和名はミツバチ科マルハナバチを指す（ミツバチよりも大型だがクマバチよりは小型）。
和訳では「くまんばちの飛行」、「熊蜂は飛ぶ」、「くまんばちは飛ぶ」等とも訳される。「マルハナバチ〜」と訳されることは少ない。

## 概説
アレクサンドル・プーシキンの原作に基づき1889年から翌年にかけて作曲されたオペラ『サルタン皇帝』（ロシア語: Сказка о царе Салтане）第3幕第2場への間奏曲で、主人公のグヴィドン王子が魔法の力で蜂に姿を変えて都へ飛んでいく場所で使われる。その後、蜂が悪役の2人の姉妹を襲う場面でも同じ音楽が使用される。独奏用などに編曲され、熊蜂の羽音を模した親しみやすい曲調もあって広く知られている。
プーシキンの原作ではグヴィドンは3回虫に変身しているが（1回めは蚊、2回めは蝿、3回めは蜂）、リムスキー＝コルサコフの作品では蜂のみが採用されている。
演奏者のテクニックを示すために、様々な楽器へ編曲・独奏される：
- ヴァイオリン、チェロ、トランペット、胡弓、エレキギター、マリンバ、トロンボーン、チューバなど

## 編成
- フルート 2
- オーボエ 2
- コーラングレ
- クラリネット 2
- ファゴット 2
- ホルン 4
- トランペット 2
- トロンボーン 3
- チューバ
- ティンパニ
- シンバル
- 弦五部

## 主な編曲
- ピアノ独奏
  - セルゲイ・ラフマニノフ - ピアノ独奏に編曲。
  - ジョルジュ・シフラ - ピアノ独奏に編曲。ピアノの難曲として知られている。
  - マルカンドレ・アムラン - この曲を基にした練習曲を作曲している。
- ヤッシャ・ハイフェッツ - ヴァイオリン独奏（ピアノ伴奏）に編曲。
- フレディ・マーチン楽団 - 「バンブル・ブギー」（Bumble Boogie）という名のジャズアレンジ。
- マノウォー - 「Sting of the Bumblebee」というタイトルでジョーイ・ディマイオによる歪んだベースを軸にしたアレンジが施されている。アルバム「キングス・オブ・メタル」（1988年）収録。
- エクストリーム  - この曲を基にした「Flight of the Wounded Bumblebee」をエレクトリック・ギターで演奏している。
- ブライアン・セッツァー・オーケストラ「ウルフギャングズ・ビッグ・ナイト・アウト（2007）」

## 使用例
- 映画・放送
  - グリーン・ホーネット - ラジオ版(1936年-1952年)でこの曲がテーマ曲として使われていた。TVドラマ版(1966年-1967年)や映画版(2011年)ではビリー・メイ（英語版）がアレンジしたもの（俗に「Green Bee」と呼ばれる）がテーマ曲として使われ、これは映画「キル・ビル」(2003年)の中でもサウンドトラックに用いられている。
  - 黄金狂時代 - チャーリー・チャップリンによる映画のサウンド版にて吹雪のシーンなどで使われている。(1942年)
  - メロディ・タイム - ディズニー作品。この曲のアレンジ版「Bumble Boogie」が「クマンバチ・ブギ」のシークエンスに使用されている。アニメーションは、いたずら好きで怒りっぽいクマンバチが楽器の形をした花やイモムシに襲われるという内容。
  - 音楽ファンタジー・ゆめ(第2期) - NHKのテレビ番組。第59回で使用されていた。(1995年1月16日放送)音楽ファンタジー・ゆめでは、「くまばちの飛行」だが、同局で放送されたクインテットでは、「くまばちは飛ぶ」と表記されている。
  - ブラックニッカ - ニッカウヰスキーの製品のCMにBGMとして使用。編曲樋口康雄。(1999年)
  - ロシア語会話 - NHKのテレビ番組。テーマ曲として採用され、毎回様々なアレンジが流れる。(2007年)
- コンピュータゲーム
  - パロディウス - コナミから発売されたシューティングゲームのシリーズ。初代「パロディウス 〜タコは地球を救う〜」(1988年)から「セクシーパロディウス」(1996年)までの5作品でそれぞれボス戦BGMとしてアレンジされたものが使用されている。
  - テトラ・スター - タイトーから発売されたシューティングゲーム。BGMとしてアレンジされたものが使用されている。(1991年)
  - pop'n music 10 - コナミから発売された音楽ゲーム。収録曲「Doll's sight（ジャンル「クラシック10」）」の中でこの曲の一部が使用されている。(2004年)
  - VitaminX - ディースリー・パブリッシャーから発売された恋愛アドベンチャーゲーム。登場人物である仙道清春のテーマ曲としてアレンジされたものが使用されている。(2007年)
  - TETRIS 99 - 任天堂から発売された対戦型パズルゲーム。対戦中、残り10人以下のときのBGMとしてアレンジされたものが使用されている。(2019年)